# Barile (Pistoia)
Barile is een plaats (frazione) in de Italiaanse gemeente Pistoia.